# Åke Ingerman
Nils Åke Mathias Ingerman, född 30 november 1973, är en svensk forskare i utbildningsvetenskap. Han är rektor för Örebro universitet och sedan 1 juli 2025.
Ingerman tog examen som civilingenjör i teknisk fysik från Chalmers tekniska högskola 1997. Han doktorerade 2002 i fysik med inriktning mot pedagogik vid samma lärosäte. Avhandlingen hade titeln Exploring two facets of physics – Coherent current transport in superconducting structures & Phenomenographic studies of sense-making in physics. Han utsågs 2011 till professor i ämnesdidaktik vid Göteborgs universitet. Sedan 2015 är Ingerman dekan för Utbildningsvetenskapliga fakulteten vid samma lärosäte.
Ingerman var 2022 en av tre slutliga kandidater till tjänsten som rektor för Göteborgs universitet. Den 15 maj 2025 utsågs han till ny rektor för Örebro universitet efter Johan Schnürer. Han tillträdde tjänsten den 1 juli samma år.